# Randy Kerber
Randy Kerber (* 25. September 1958 in Encino, Kalifornien) ist ein US-amerikanischer Musiker.
Kerber ist als Musiker für Film, Fernsehen und allgemein in der Musikindustrie tätig. Seine erste landesweite Tournee erfolgte gemeinsam mit Bette Midler im Jahr 1977. Er arbeitete mit Dutzenden bekannten Musikerinnen und Musikern wie Annie Lennox und B. B. King  zusammen. Als Pianospieler und im Bereich der Orchestrierung war er an mehr als 170 Film- und Fernsehproduktionen beteiligt. 1992 wirkte er an Music from the Motion Picture Soundtrack RUSH mit. Als eigenständiger Komponist für Film und Fernsehen ist er seit 1987 nur selten tätig, so bspw. bei Verabredung mit einem Engel (Date with an Angel, 1987).
Seine Beteiligung an der Musik zum Film Die Farbe Lila brachte ihm bei der Oscarverleihung 1986 zusammen mit seinen Kollegen rund um Quincy Jones eine Oscar-Nominierung in der Kategorie Beste Filmmusik (Score) ein.